# Turzonka
Turzonka est une localité polonaise de la gmina rurale de Dziemiany située dans le powiat de Kościerzyna en voïvodie de Poméranie. Elle se trouve à environ 19 km au sud-ouest de Kościerzyna et 70 km au sud-ouest de la capitale régionale Gdańsk.

## Géographie

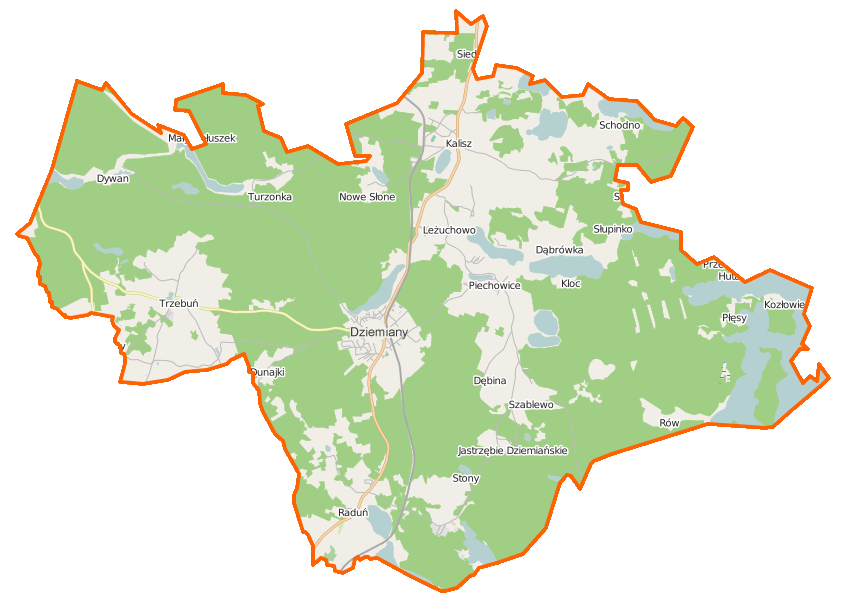
Carte de la gmina de Dziemiany.